# Goldsmiths
Goldsmiths er en universitetsinstitution under University of London. Institutionen er internationalt kendt for dens virke inden for de kreative fag.
En række markante moderne kunstnere har studeret ved institutionen, blandt andet Damien Hirst og Antony Gormley.
Blandt danske visuelle kunstnere der har studeret ved Goldsmiths er Simone Aaberg Kærn, Ida Marie Hede og Lene Asp.